# Astragalus dumetorum
Astragalus dumetorum är en ärtväxtart som beskrevs av Hand.-mazz. Astragalus dumetorum ingår i släktet vedlar, och familjen ärtväxter. Inga underarter finns listade i Catalogue of Life.